# Larsen Harbour
Der Larsen Harbour ist ein schmaler Naturhafen an der Südostküste Südgeorgiens. Er liegt 4 km westnordwestlich des Nattriss Head an der Südseite des Drygalski-Fjords.
Teilnehmer der Zweiten Deutschen Antarktisexpedition (1911–1912) unter der Leitung des Geophysikers Wilhelm Filchner kartierten ihn. Filchner benannte ihn nach dem norwegischen Antarktisforscher Carl Anton Larsen (1860–1924), der damals die Walfangstation in Grytviken betrieb.